# マツブサ科
マツブサ科（マツブサか、学名: Schisandraceae）は、被子植物のアウストロバイレヤ目に属する科の1つである。直立またはつる性の木本であり、精油を含む。花は両性または単性、らせん状に配置した多数の花被片（萼片と花弁の分化は不明瞭）と雄しべをもつ（図1）。雌しべは離生し、果実は集合性の袋果または液果となる。
北米南東部と東アジアから南アジアに隔離分布している。3属（シキミ属、サネカズラ属、マツブサ属）、約80種が知られる。シキミ属を別科（シキミ科）に分けることが多かったが、2020年現在ではふつうマツブサ科としてまとめられている。

## 特徴
常緑性または落葉性の木本であり、直立 (低木から高木) またはつる性 (藤本) (下図2a, b)。材は散孔材 (道管は散在)、道管は階段穿孔、網状穿孔または単穿孔をもち、チロースが存在する。髄は均質だが中央部の細胞の細胞壁は薄い。師管の色素体はS-type (デンプン粒を含む)。節は1葉隙1–3葉跡性。葉は互生し、しばしば枝先にまとまってつく (下図2c)。単葉、葉縁は全縁または鋸歯があり、葉柄をもち、托葉を欠く (下図2c)。葉にはふつう腺点がある。葉脈は羽状。気孔は不規則型または平行型。植物体は精油細胞や粘液細胞、星状厚壁異形細胞をもつ。四環トリテルペンをもつ。フラボノールを有し、フラボンを欠く。
花はふつう葉腋に単生する (まれに幹生花) (上図2c)。両性花、あるいは単性花で雌雄同株、異株または雑性 (両性花と単生花をつける)。花托は、花後に肥大または伸長することがある (下図3d)。花は放射相称、花被片は多数 (5–33枚)、萼片・花弁の区別がなく (ときに外側から内側へ萼片状から花弁状へ連続的)、離生し、らせん状につく (下図3a, b)。雄しべは4–80個、ふつう離生だがときに合生、花糸は葉状ではないが短く、らせん状につき、求心的に成熟する (下図3a, b)。小胞子形成は同時型、タペート組織は分泌型。花粉は2細胞性、3または6溝粒である点で真正双子葉類の花粉に似ているが、溝の位置が異なり、相同なものではない。心皮は5個から多数、離生しており、螺生または輪生する (下図3a)。子房上位、1心皮に1–5個の胚珠 (倒生胚珠または湾生胚珠) がつく。果実は袋果または液果であり、集合果となる (下図3c, d)。種子は多量の脂質の胚乳を含み、胚は小さい。内胚乳形成は造壁型。
少なくとも一部の花は発熱性である。主な送粉者はタマバエ類であり、特定のタマバエ類の雌が訪花、花に産卵、幼虫は花の分泌物 (セスキテルペンなど) を食料としていることが報告されている。その他に甲虫による送粉もあり、また騙し送粉 (送粉者に報酬を与えない) をおこなっている可能性もある。

## 分布
アジア東部と北米に隔離分布する。新世界ではアメリカ合衆国南東部とメキシコ東部、西インド諸島、旧世界ではセイロン島およびネパールから東南アジア、日本を含む東アジアまでの熱帯から温帯域に分布している。

## 人間との関わり
マツブサ科の植物は精油を多く含み、しばしばこれが利用される。トウシキミの果実は八角（）、大茴香（）、スターアニスとよばれて香辛料や生薬として広く利用され、大規模に栽培もされている (下図4a, b)。またチョウセンゴミシやマツブサも果実が飲料や生薬とされたり、つるや葉が浴湯料とされることがある (下図4c, d)。
シキミ属は有毒のセスキテルペン (アニサチンなど) を含むものが多く、食中毒が発生することもある。一方、日本に分布するシキミは仏事に広く用いられ、仏前や墓前の供花とされたり、抹香や線香の原料とされる。

## 分類
2020年現在、マツブサ科には3属 (シキミ属、サネカズラ属、マツブサ属) が知られている (下表)。これらの属は、花の形態の類似性から (らせん状に配置した多数の雄しべと雌しべなど)、古くはモクレン科に分類されていた。やがてシキミ属がシキミ科に、サネカズラ属とマツブサ属がマツブサ科 (狭義) に分類されるようになった。この2科はつる性か否か、花は両性か単性か、果実は袋果か液果か、などの点で異なる (下表)。ただし両科は多くの形質を共有しており (上記参照)、近縁であることは認識されていた。
| 属                                  |                          | 葉縁       | 花   | 雌しべ     | 胚珠数/心皮 | 果実       | 種数 |
| ----------------------------------- | ------------------------ | ---------- | ---- | ---------- | ----------- | ---------- | ---- |
| シキミ属 (Illicium) (下図5a, b)     | 直立性木本、常緑性       | 全縁       | 両性 | 輪生       | 1個         | 袋果       | 37   |
| サネカズラ属 (Kadsura) (下図5c)     | つる性木本、常緑性       | ふつう鋸歯 | 単性 | ふつう螺生 | 2–5個       | 液果、球状 | 17   |
| マツブサ属 (Schisandra) (下図5d, e) | つる性木本、ふつう落葉性 | ふつう鋸歯 | 単性 | ふつう螺生 | 2–5個       | 液果、房状 | 26   |

新エングラー体系では、シキミ科とマツブサ科 (狭義) はモクレン目に分類されていた。またその後のクロンキスト体系では、この両科は独自のシキミ目に分類されていた。
やがて分子系統学的研究が行われるようになると、シキミ科とマツブサ科 (狭義) の近縁性が確認されると共に、これが被子植物の初期分岐群の1つであることが明らかとなった。シキミ科とマツブサ科 (狭義) はトリメニア科やアウストロバイレヤ科に近縁であり、2020年現在ではこれらをあわせてアウストロバイレヤ目に分類されている。現生被子植物の中では、最初にアンボレラ目が、次にスイレン目が分岐し、3番目にアウストロバイレヤ目が分岐したと考えられている。またシキミ科とマツブサ科 (狭義) はそれぞれ単系統群であることが示されており、両科を別に扱うことも可能であるが、両科をあわせてマツブサ科 (広義) とすることが提唱され、2020年現在ではふつうそのように扱われている。
マツブサ科には3属、約80種が知られる。この3属の中では、シキミ属が最初に分岐し、サネカズラ属とマツブサ属が単系統群を構成する（図6）。ただし分子系統解析からは、サネカズラ属とマツブサ属はそれぞれ非単系統群であることが示唆されている。
表2. マツブサ科の分類体系
- マツブサ科　Schisandraceae Blume (1830)
  - シキミ属　Illicium L. (1759) (上図5a, b)
シキミ、ヤエヤマシキミ、トウシキミ、アメリカシキミ[25]など
  - サネカズラ属　Kadsura Kaempf. ex Juss. (1810) (上図5c)
サネカズラ、リュウキュウサネカズラなど
  - マツブサ属　Schisandra Michx. (1803) (上図5d, e)
チョウセンゴミシ、マツブサ、アリサンマツブサなど